# 王洪祥
王洪祥（1963年7月—），湖北仙桃人，1987年6月加入中国共产党，1984年7月参加工作，研究生学历，法学博士学位。曾任中共中央政法委员会副秘书长。現任中国法学会党组书记、常务副会长，第十四届全国人大常委会委员、宪法和法律委员会副主任委员。

## 生平
曾任中央纪委驻最高人民检察院纪检组副组长、最高人民检察院监察局局长。2012年3年至2016年12月，任最高人民检察院纪检组副组长、监察局局长。2016年12月-2017年4月，任最高人民检察院党组成员、政治部主任、机关党委书记，二级大检察官。2017年4月，担任中共福建省委常委、福建省委政法委书记。2018年2月24日，当选为第十三届全国人大代表。2019年3月，转任中共中央政法委副秘书长。2023年3月任全国人民代表大会宪法和法律委员会副主任委员。2024年7月，出任中国法学会党组书记，次年1月任常务副会长，晋升正部级。